# Doncamatic
«Doncamatic» es un sencillo de la banda virtual británica Gorillaz. La canción presenta al cantante británico Daley. El sencillo fue lanzado el 21 de noviembre de 2010 en descarga digital, con un lanzamiento físico el día posterior. Plastic Beach fue relanzado con "Doncamatic" en disco extra.

## Vídeo musical
El vídeo musical fue mundialmente estrenado en 15 de noviembre de 2010 en MySpace. El vídeo presenta a Daley en un submarino para uno, en su viaje con los Gorillaz y el resto de los colaboradores de Plastic Beach. 2-D vestido como un marinero, se puede ver en una pequeña pantalla dentro del submarino, justo cuando aparece la parte de la canción: «talk to me», intentando comunicarse con Daley. Daley viaja por el océano en busca de Plastic Beach, viendo diferentes tipos de peces, incluso la medusa de «Superfast Jellyfish», que también aparece en el video de «On Melancholy Hill». El título de la canción se refiere al Korg Mini Pops, lanzado en 1963, que fue la primera máquina rítmica manufacturada por Korg.

## Lista de canciones
| CD  |                            |                 |          |  |
| N.º | Título                     | Escritores      | Duración |  |
| 1.  | «Doncamatic»               | Gorillaz, Daley | 3:22     |  |
| 2.  | «Doncamatic» (Joker Remix) | Gorillaz, Daley | 4:45     |  |

| 7"  |                                                                             |                         |          |  |
| N.º | Título                                                                      | Escritores              | Duración |  |
| 1.  | «Doncamatic»                                                                | Gorillaz, Daley         | 3:22     |  |
| 2.  | «Empire Ants» (Paul Harris & Paul Rogers Vocal Mix featuring Little Dragon) | Gorillaz, Yukimi Nagano | 3:53     |  |

| Descarga digital |                            |                 |          |  |
| N.º              | Título                     | Escritores      | Duración |  |
| 1.               | «Doncamatic»               | Gorillaz, Daley | 3:22     |  |
| 2.               | «Doncamatic» (Joker Remix) | Gorillaz, Daley | 4:46     |  |
| 3.               | «Album Mixtape»            | Gorillaz        | 8:29     |  |

| Sencillo promocional |                                     |          |  |
| N.º                  | Título                              | Duración |  |
| 1.                   | «Doncamatic»                        | 3:22     |  |
| 2.                   | «Doncamatic» (versión instrumental) | 3:22     |  |